# 浸礼宗起义

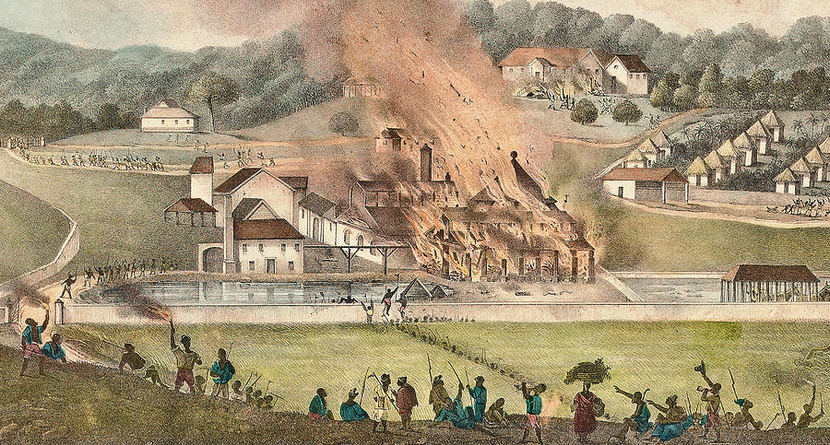
浸礼宗起义

浸礼宗起义又名塞缪尔·夏普起义（Sam Sharp Rebellion）、圣诞节起义（Christmas Rebellion/ Christmas Uprising）或1831-1832牙买加奴隶大起义（Great Jamaican Slave Revolt of 1831–32），始于1831年12月25日，共持续了11天，涉及六万名牙买加殖民地奴隶（当时牙买加殖民地奴隶总数为三十万）。领导起义的是浸礼宗执事、黑人塞缪尔·夏普，起义最終被鎮壓。